# Маточник
Ма́точник, також змієголо́вник (Dracocephalum L.) — рід рослин родини глухокропивових.

## Назва

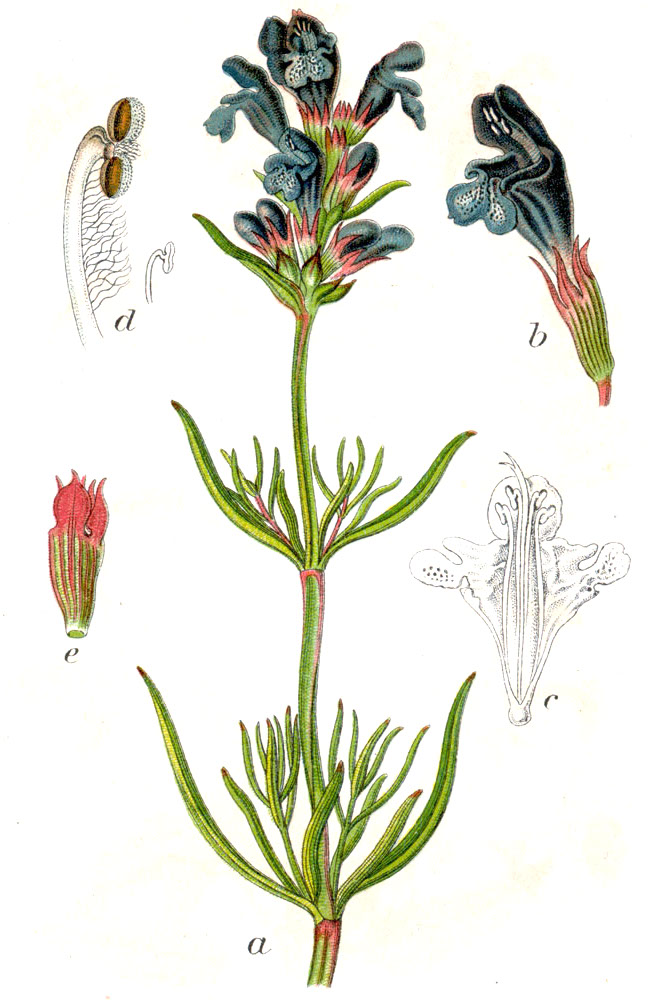
Ботанічна ілюстрація маточника вузьколистого Якоба Штурма з книги «Deutschlands Flora in Abbildungen» («Флора Німеччини в картинках»), 1796

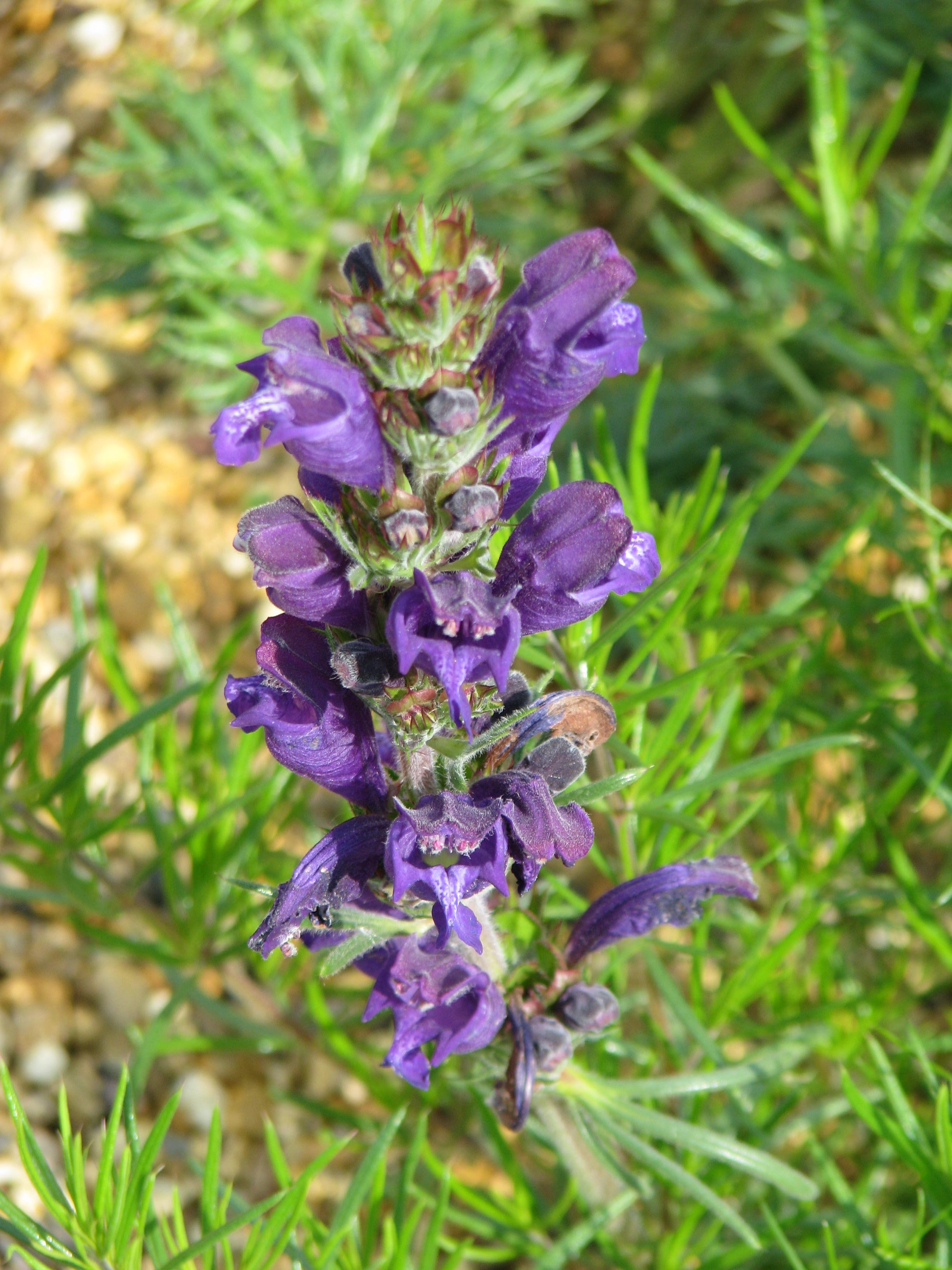
Маточник австрійський

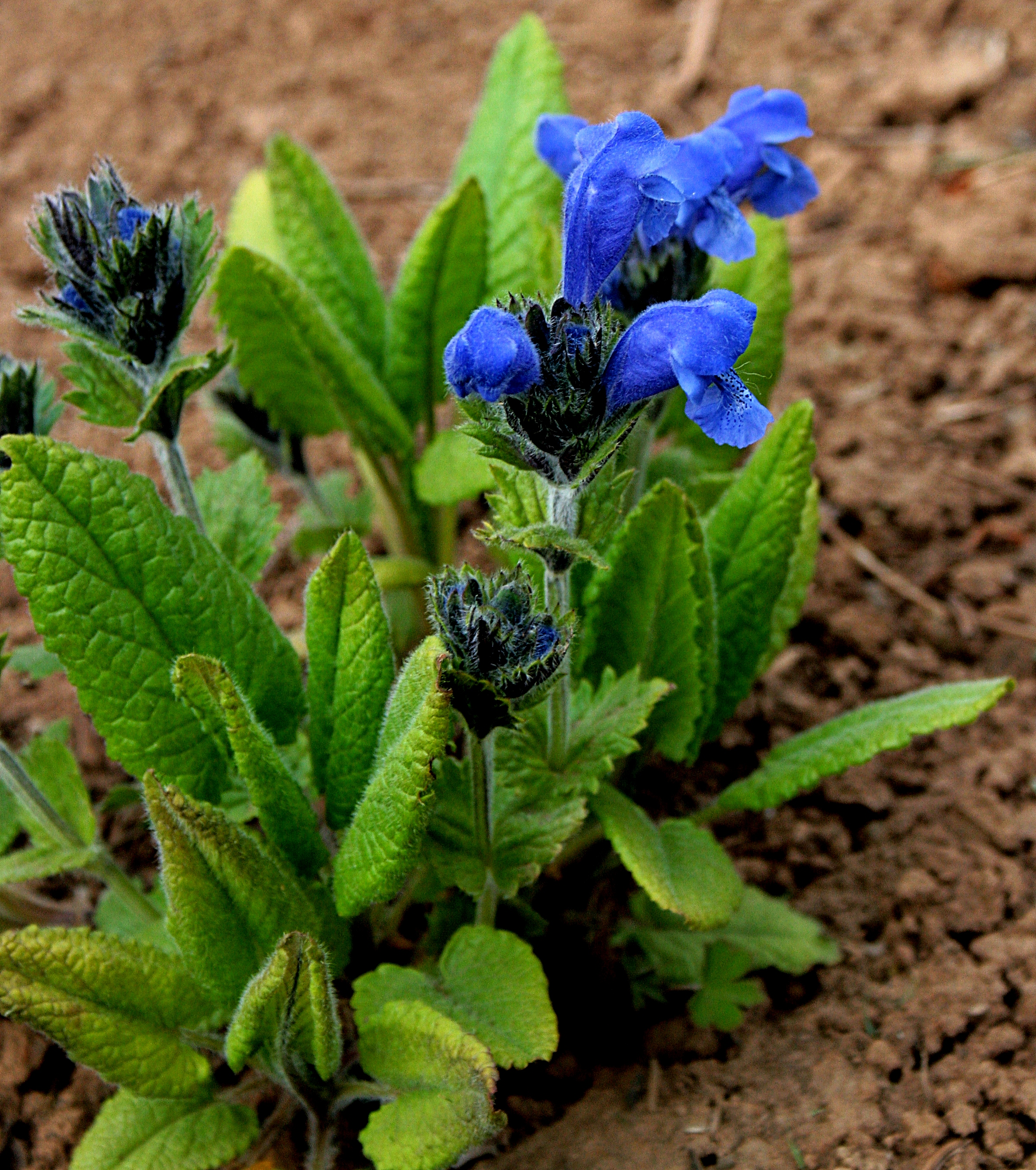
Dracocephalum grandiflorum

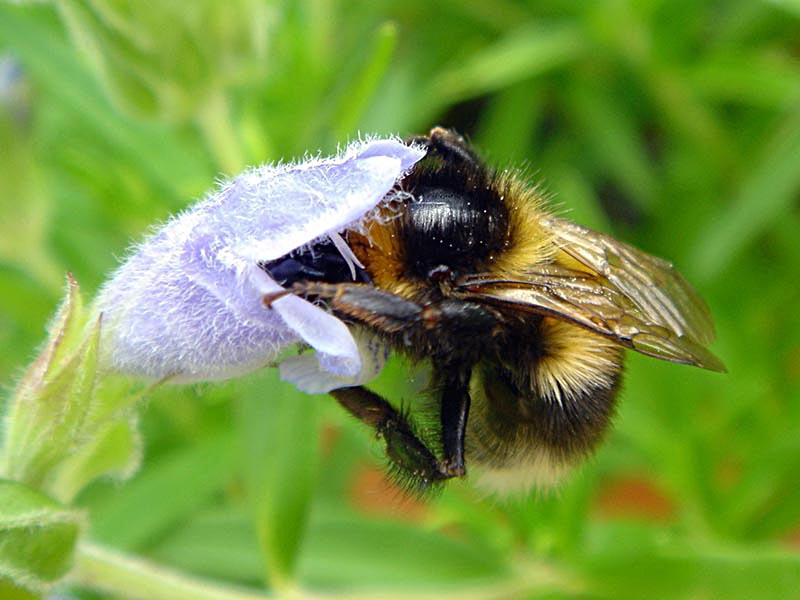
Джміль на Dracocephalum argunense

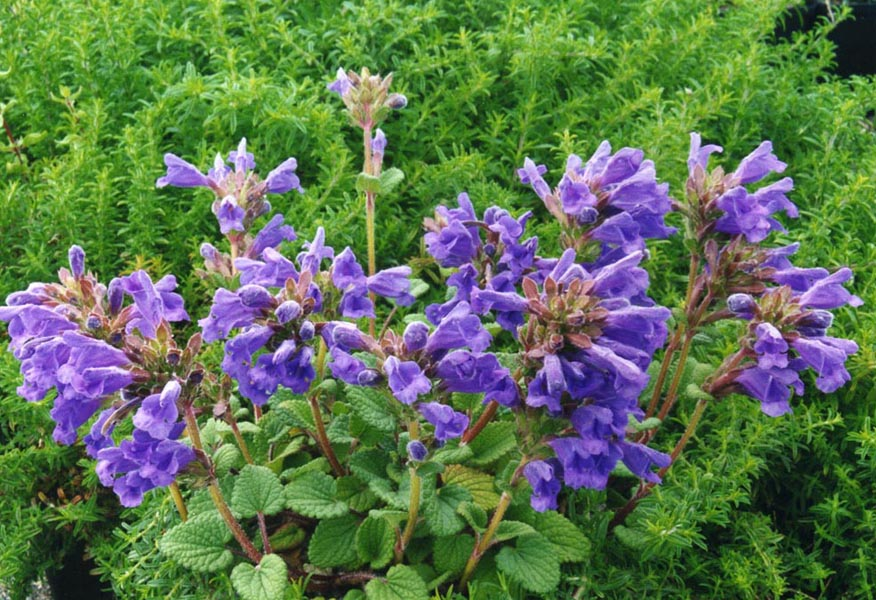
Dracocephalum bullatum

Назва походить від грецьких слів drakon — «змія» і kephalos — «голова», тобто голова змії. Форма квіток цієї рослини нагадує голову змії з розкритою пащею.

## Опис
Багаторічні або рідко однорічні трави, що іноді внизу дерев'яніють.
Рослина досягає до 50-70 см заввишки. Кореневище тонке, стрижневе, з тонкими відгалуженнями корінців. Стебло пряме, гіллясте, чотирьохгранне. Листки довгасті, яйцюаті, супротивні.
Квітки великі, світло-синього або фіолетового кольору, розташовані у несправжніх мутовках в пазухах верхніх листків, що утворюють щільне кулясте або пухке довгасте суцвіття. Чашечка трубчаста або трубчасто-дзвоникувата, з 15 жилками, п'ятизубчаста, пряма або вигнута, двогуба, з тризубчастою верхньою губою, зубці якої в 2-3 рази коротше ланцетних зубців нижньої губи, або ж чашка невиразно двогуба, із зубцями майже однакової довжини. При основі зубців майже завжди є потовщена складка, всі зубці чашечки зазвичай з різко виступаючими поперечними жилками (анастомозами). Віночок з вузькою при основі, розширеною догори губкою і двогубим відгином, верхня губа пряма або злегка зігнута, на верхівці виїмчаста або глибоко надрізана, нижня трилопатева, з більшою середньої лопаттю. Тичинок 4, з них 2 верхні трохи довші нижніх, рівні або ж зрідка сильно виставляються з віночка. Пиляки голі або волосисті, двогнізді, з гніздами, що розходяться. Стовпчик нагорі з двома рівними шилоподібними частками. Період цвітіння — червень — липень. Плоди — довгасті, гладенькі горішки коричневого або бурого кольору, з'являються в серпні — вересні.

## Поширення
Рослина має широкий ареал. Росте в більшості географічних зон планети, починаючи від зони холоду, до субтропічної зони. Зустрічається в Європі, Азії, Америці. Спеціально його вирощують в Індії, на Тибеті, в Китаї. У країнах Західної Європи змієголовник висаджують на міських клумбах як декоративну рослину. Ним засівають цілі поля, для застосування в медичних та інших цілях.

## Маточник в Україні
В Україні зустрічається принаймні чотири види змієголовника — австрійський (Dracocephalum austriacum L.), городній (Dracocephalum moldavica  L.), вузьколистий (Dracocephalum ruyschiana L.) і чебрецевий (Dracocephalum thymiflorum L.). Маточники австрійський і Рюйша занесені до Червоної книги України. З 2000-х років в Україні почали культивувати маточник городній як ефіроолійну, пряну та лікарську рослину.

## Застосування
Маточник широко застосовують як лікарську рослину. Його також використовують в різних галузях харчової промисловості, таких як: консервна, кондитерська, виготовлення алкогольної і слабоалкогольної продукції. У свіжому та сушеному вигляді його додають його в салати, супи, борщі. Маточник добре підкреслює смак м'яса та риби. Також він входить до рецептури деяких ковбас. Траву рослини додають при маринуванні або солінні помідорів, огірків, кавунів. За ароматом маточник перевершує мелісу, його додають в чай, компот, пінник, желе. Рослину додають для посилення смаку і запаху вермуту і деяких інших вино-горілчаних виробів та безалкогольних газованих напоїв. Маточник є добрим медоносом, за якістю, смаку одержуваного з нього меду, він перевершує багато інших медоносів, таких як меліса, липа, акація. Мед виходить світлим, з чудовим лимонним ароматом. З одного гектара можна отримати до 700 кг меду. У парфумерній та косметологічній промисловості екстракт маточника додають при виробництві мила, шампунів, кремів і парфумів. З листя і насіння добувають ефірну олію.

## Перелік видів
| - Dracocephalum aitchisonii Rech.f. - Dracocephalum argunense Fisch. ex Link - Dracocephalum aucheri Boiss. - Dracocephalum austriacum L. - Dracocephalum bipinnatum Rupr. - Dracocephalum botryoides Steven - Dracocephalum breviflorum Turrill - Dracocephalum bullatum Forrest ex Diels - Dracocephalum butkovii Krassovsk. - Dracocephalum calophyllum Hand.-Mazz. - Dracocephalum charkeviczii Prob. - Dracocephalum discolor Bunge - Dracocephalum diversifolium Rupr. - Dracocephalum ferganicum Lazkov - Dracocephalum foetidum Bunge - Dracocephalum formosum Gontsch. - Dracocephalum forrestii W.W.Sm. - Dracocephalum fragile Turcz. ex Benth. - Dracocephalum fruticulosum Steph. ex Willd. - Dracocephalum grandiflorum L. - Dracocephalum heterophyllum Benth. - Dracocephalum hoboksarensis G.J.Liu - Dracocephalum imberbe Bunge - Dracocephalum imbricatum C.Y.Wu & W.T.Wang - Dracocephalum integrifolium Bunge | - Dracocephalum isabellae Forrest ex W.W.Sm. - Dracocephalum jacutense Peschkova - Dracocephalum junatovii A.L.Budantsev - Dracocephalum kafiristanicum Bornm. - Dracocephalum komarovii Lipsky - Dracocephalum kotschyi Boiss. - Dracocephalum krylovii Lipsky - Dracocephalum lindbergii Rech.f. - Dracocephalum longipedicellatum Muschl. - Dracocephalum microflorum C.Y.Wu & W.T.Wang - Dracocephalum moldavica L. — маточник городній - Dracocephalum multicaule Montbret & Aucher ex Benth. - Dracocephalum multicolor Kom. - Dracocephalum nodulosum Rupr. - Dracocephalum nuratavicum Adylov - Dracocephalum nuristanicum Rech.f. & Edelb. - Dracocephalum nutans L. - Dracocephalum oblongifolium Regel - Dracocephalum olchonense Peschkova - Dracocephalum origanoides Steph. ex Willd. - Dracocephalum palmatoides C.Y.Wu & W.T.Wang - Dracocephalum palmatum Steph. ex Willd. - Dracocephalum parviflorum Nutt. - Dracocephalum paulsenii Briq. | - Dracocephalum peregrinum L. - Dracocephalum pinnatum L. - Dracocephalum polychaetum Bornm. - Dracocephalum popovii T.V.Egorova & Sipliv. - Dracocephalum propinquum W.W.Sm. - Dracocephalum psammophilum C.Y.Wu & W.T.Wang - Dracocephalum purdomii W.W.Sm. - Dracocephalum renati Emb. - Dracocephalum rigidulum Hand.-Mazz. - Dracocephalum rupestre Hance - Dracocephalum ruyschiana L. — маточник вузьколистий - Dracocephalum schischkinii Strizhova - Dracocephalum scrobiculatum Regel - Dracocephalum spinulosum Popov - Dracocephalum stamineum Kar. & Kir. - Dracocephalum stellerianum Hiltebr. - Dracocephalum subcapitatum (Kuntze) Lipsky - Dracocephalum surmandinum Rech.f. - Dracocephalum taliense Forrest ex W.W.Sm. - Dracocephalum tanguticum Maxim. - Dracocephalum thymiflorum L. - Dracocephalum truncatum Y.Z.Sun ex C.Y.Wu - Dracocephalum velutinum C.Y.Wu & W.T.Wang - Dracocephalum wallichii Sealy - Dracocephalum wendelboi Hedge |